# 480i
480i – skrócona nazwa jednego z trybów wideo telewizji SDTV. Liczba 480 oznacza rozdzielczość ekranu równą 480 linii w pionie, a litera i oznacza obraz kodowany z przeplotem "i" (ang. interlaced). 
Rozdzielczość obrazu 480i w poziomie może wynosić 704 piksele (format obrazu 16:9, piksel 40:33), 704 piksele (format obrazu 4:3, piksel 10:11) lub 640 pikseli (obraz 4:3 ratio, piksel kwadratowy). Obraz może być odświeżany z częstotliwością 24, 30 lub 60 klatek na sekundę.